# National Hockey League Players Association
La National Hockey League Players Association, o più semplicemente NHLPA,  è il sindacato di cui fanno parte tutti i giocatori di hockey che hanno un contratto con una squadra della National Hockey League. L'associazione si occupa di tutti gli interessi dei giocatori che riguardano le condizioni e i diritti di lavoro e gli stipendi.

## Storia

### La fondazione
Il primo tentativo di fondare un'associazione dei giocatori fu opera, nel 1957, di Ted Lindsay, giocatore, in quel tempo, dei Detroit Red Wings, e Doug Harvey, dei Montréal Canadiens. I due giocatori tentarono di stabilire un'azione collettiva contro la Lega che non voleva pubblicare alcuni dati finanziari. I giocatori coinvolti in questo tentativo di formare un'associazione vennero trasferiti o mandati nelle leghe minori dalle rispettive franchigie e l'idea di costituire l'associazione svanì nel nulla.
Durante il mese di giugno del 1967, finalmente, durante l'incontro dei rappresentanti delle sei squadre che fondarono la NHL, l'associazione dei giocatori venne fondata. Bob Pulford fu nominato presidente e Alan Eagleson direttore esecutivo. Pulford decise poi di incontrare i proprietari dei club chiedendo loro di riconoscere l'esistenza dell'associazione al fine di evitare lo stesso destino di dieci anni prima. Inoltre, Pulford chiese loro di non punire i giocatori che aderivano all'associazione.

### L'era degli scioperi e dei lockout (1991–2005)
Eagleson fu il direttore esecutivo dell'associazione fino alla fine del 1991, anno in cui i giocatori affidarono la carica di direttore a Bob Goodenow poiché Eagleson era accusato di frode fiscale. Goodenow guidò l'associazione per tredici anni attraversando parecchie sfide. Su tutte si notano i due lockout (nella stagione 1994-1995 e nella stagione 2004-2005), nel 1992 ci fu inoltre uno sciopero; dallo sciopero del 1992, i giocatori ottennero il diritto di vendere la propria immagine.
Goodenow diede le dimissioni dopo il lockout della stagione 2004-2005, che annullò completamente quella stagione.

### Spionaggio e consolidazione (2005–presente)
Dopo le dimissioni di Goodenow, l'associazione dei giocatori decise di affidare la carica a Ted Saskin. Nel 2007, però, si scoprì che Saskin era entrato, durante i due anni di carica, furtivamente negli account e-mail dei giocatori.
Il successore di Saskin fu cercato da un comitato di giocatori, appositamente eletto, costituito da Michael Cammalleri (Montreal Canadiens), Chris Chelios (Detroit Red Wings), Shawn Horcoff (Edmonton Oilers), Eric Lindros (retired) e Robyn Regehr (Calgary Flames). Il comitato decise di nominare direttore Paul Kelly.
Nel 2007, la NHLPA in collaborazione con la David Suzuki Foundation, guidata dal difensore dei Boston Bruins Andrew Ference, creò un patto, a cui aderirono più di cinquecento giocatori, per la protezione dell'ambiente. Infatti, ogni giocatore che aderisce dona 290 dollari per comprare quote di diossido di carbonio, così da compensare le emissioni dovute ai viaggi per le trasferte.
Il 31 agosto 2009, Paul Kelly venne licenziato dalla NHLPA e venne sostituito provvisoriamente da Ian Penny.